# Longview, Illinois
Longview är en ort (village) i Champaign County i Illinois. Vid 2010 års folkräkning hade Longview 153 invånare.